# Deileptena
Deileptena là một chi bướm đêm thuộc họ Geometridae.